# Рондесхаген
Рондесхаген (њем. Rondeshagen) општина је у њемачкој савезној држави Шлезвиг-Холштајн. Једно је од 131 општинског средишта округа Херцогтум Лауенбург. Према процјени из 2010. у општини је живјело 831 становника. Посједује регионалну шифру (AGS) 1053103.

## Географски и демографски подаци
Рондесхаген се налази у савезној држави Шлезвиг-Холштајн у округу Херцогтум Лауенбург. Општина се налази на надморској висини од 16 метара. Површина општине износи 9,5 km². У самом мјесту је, према процјени из 2010. године, живјело 831 становника. Просјечна густина становништва износи 87 становника/km².